# Інгурі
Інгурі (абх. Егры, груз. ენგური Енгурі) — річка в Західній Грузії, в нижній течії є кордоном територій, контрольованих Абхазією і Грузією.
Бере початок кількома витоками з льодовиків Головного або Вододільного хребта Великого Кавказу, основний витік знаходиться на південному схилі гори Шхара, із однойменного льодовика, інші — в сніжниках на схилах Ельбруса і Ушби. У верхів'ях тече по Сванетській улоговині, нижче — у глибокій і вузькій ущелині, потім поступово розширюється в долині. Біля міста Джварі виходить на Колхідську низовину. Впадає в Чорне море.
Живлення льодовикове і дощове. Середня річна витрата води поблизу гирла становить 170 м³/сек. Повінь з березня по вересень. Сплав лісу. Води обмежено використовуються для зрошення. На Інгурі розташована Інгурська ГЕС, побудована в 1970-ті роки, а також зупинена будівництвом Худонська ГЕС.
В даний час нижньою течією річки служить кордоном між територіями, контрольованими Абхазією і Грузією. Під час гострої фази грузино-абхазького конфлікту залізничний і автомобільний міст через Інгурі були зруйновані. Останній був відновлений 26-29 червня 1994 силами російських військ. Залізничний міст не відновлювався, в результаті чого залізничним транспортом Грузія зараз пов'язана тільки з Вірменією і Азербайджаном, потрапити з Грузії в Росію по залізниці можливо тільки транзитом через Азербайджан.

## Галерея

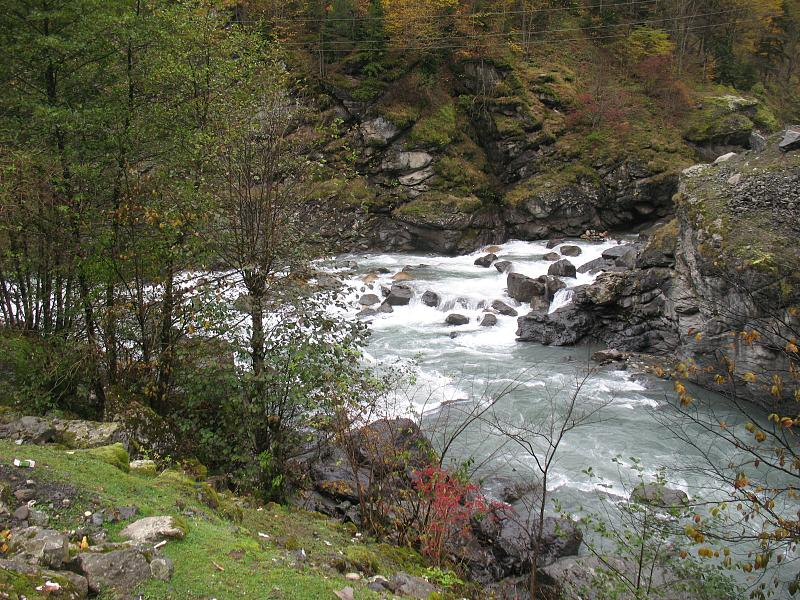
Річка у верхній течії
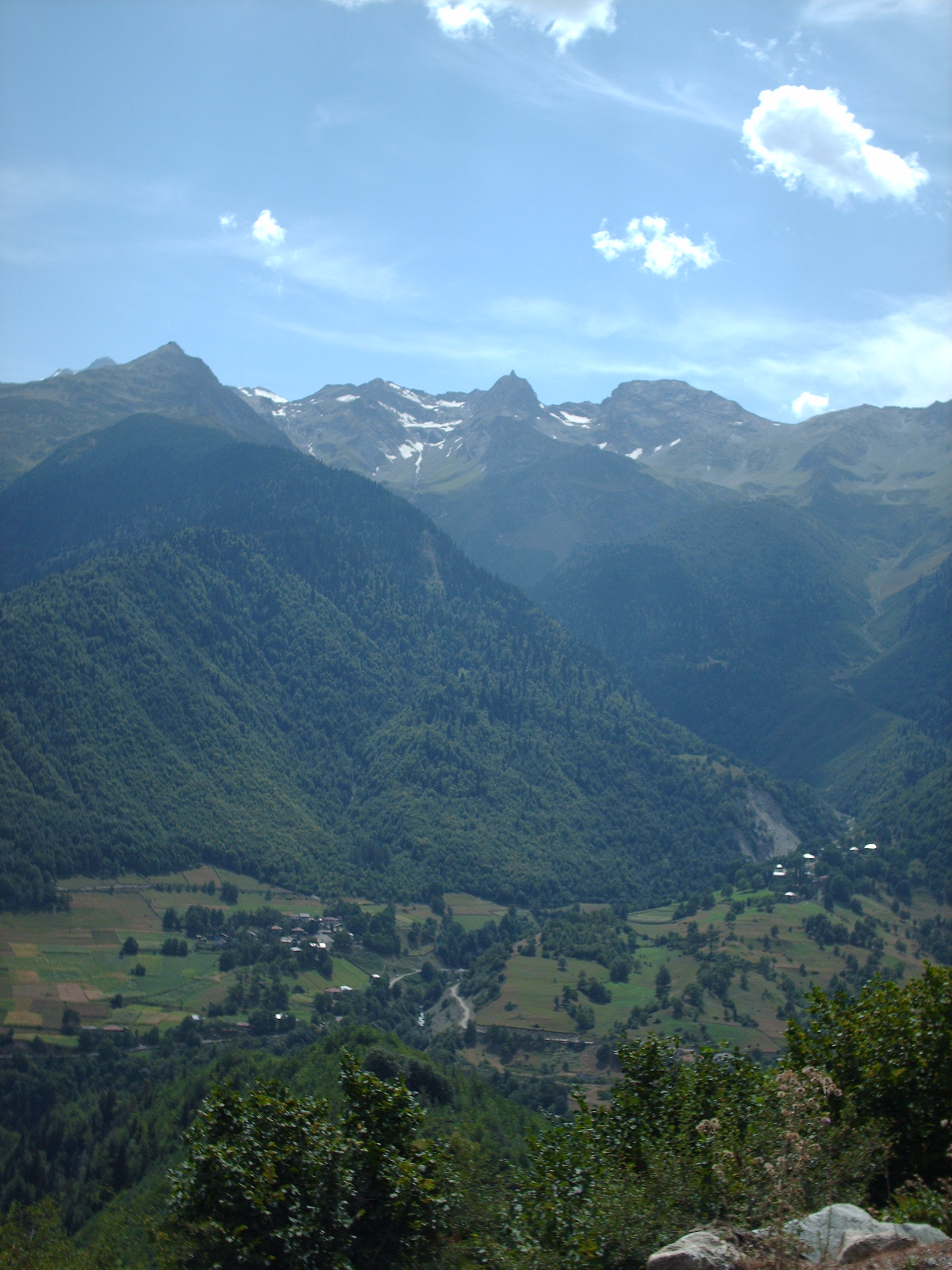
Долина Інгурі у Сванетії
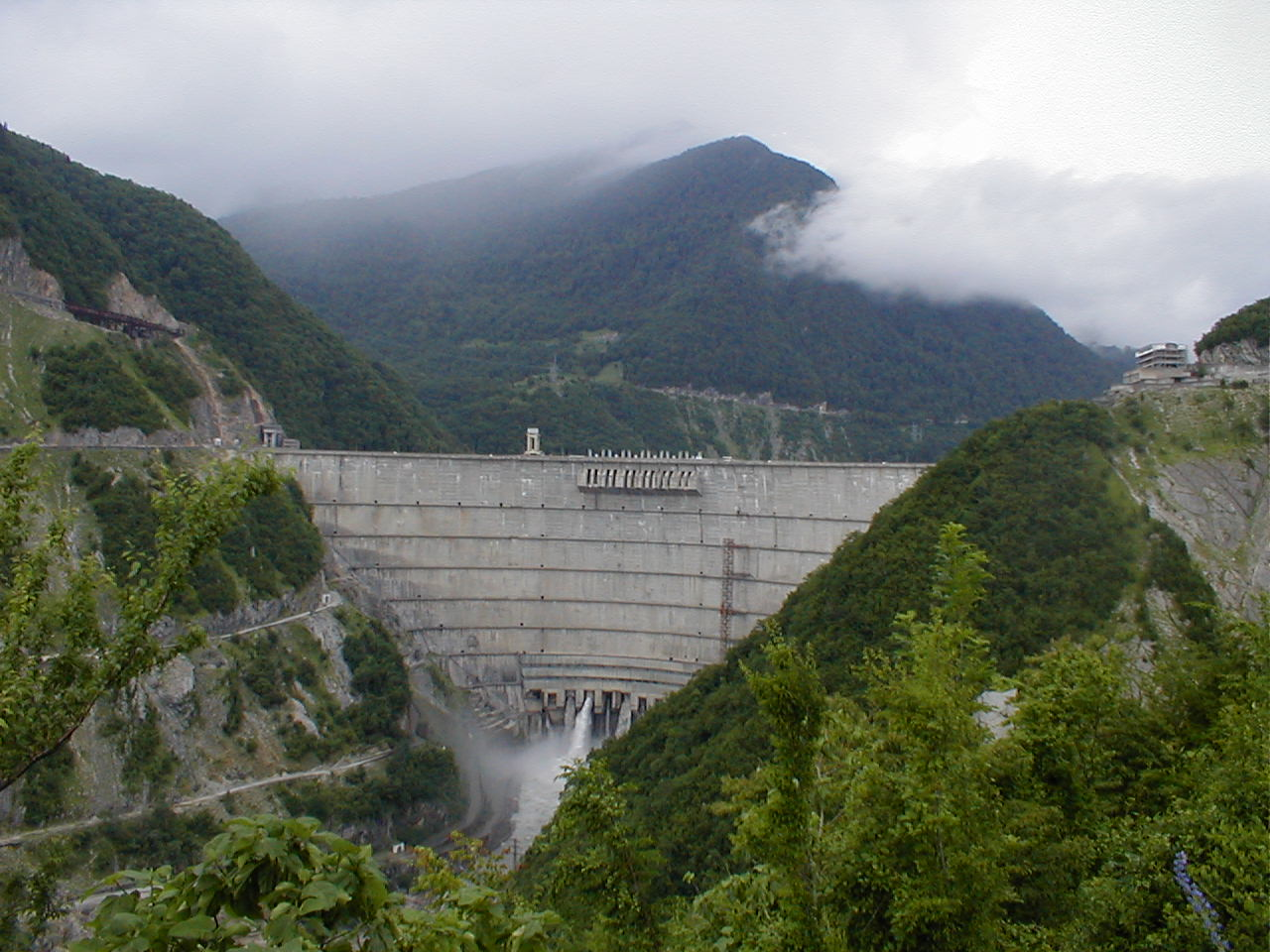
Інгурська ГЕС
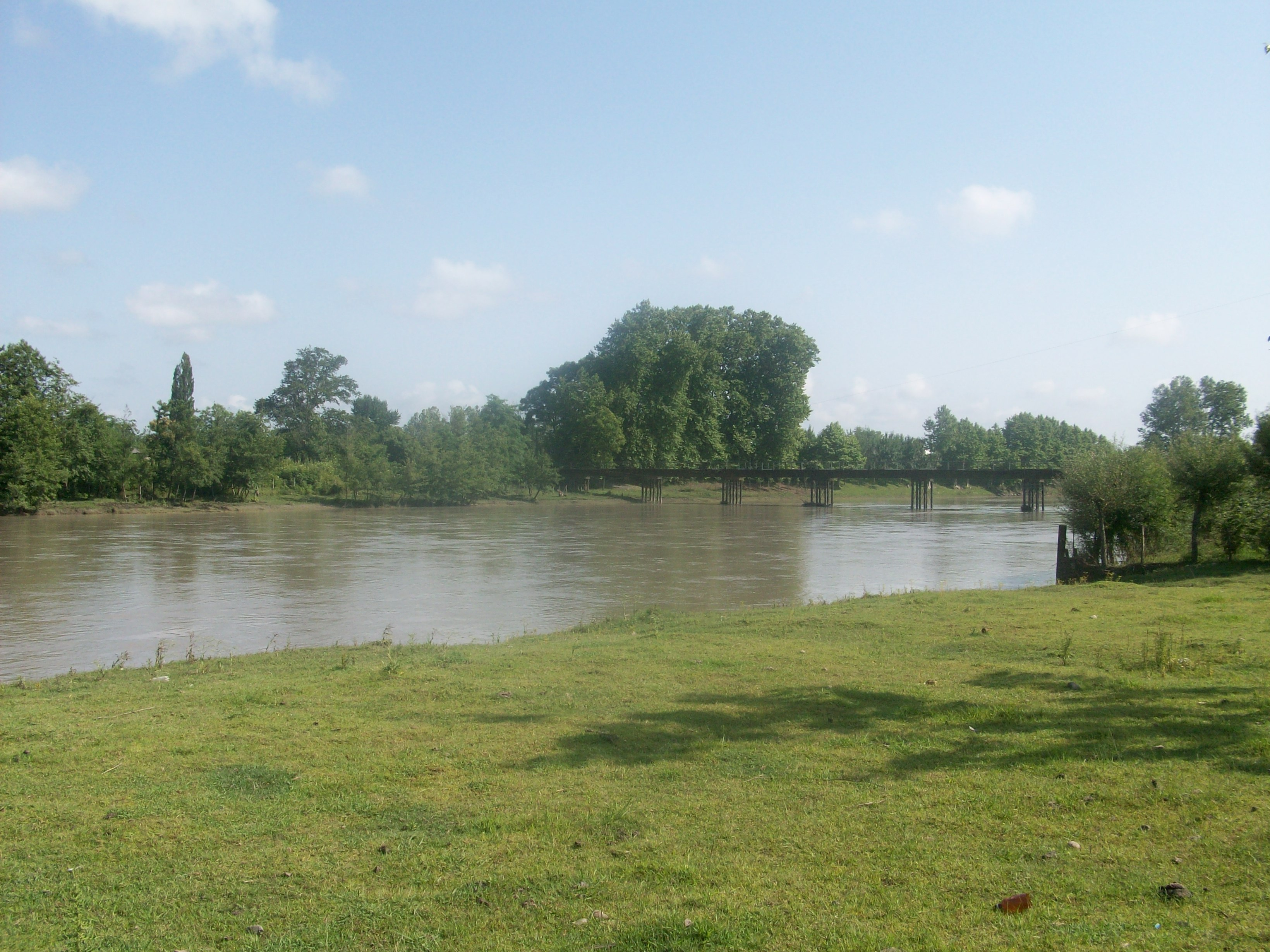
Річка у нижній течії